# 平江巌
平江 巖（ひらえ いわお、1971年7月26日 - ）は、愛知県豊橋市出身の元プロ野球選手（外野手）。

## 来歴・人物
愛知・成章高から、1989年のプロ野球ドラフト会議で近鉄バファローズから5位指名を受け入団。高校通算で打率4割5分、21本塁打。
高校時代の実績からスラッガー候補として期待されたが、怪我などもあって一軍出場は1995年にわずか1試合に代打で出場し三振に終わったのみで、1996年オフに自由契約となる。
近鉄、ロッテでコンディショニングコーチを務めた立花龍司の紹介で、ニューヨーク・メッツとシアトル・マリナーズのトライアウトに参加したが契約には至らず、現役を引退。その後、アスリートマネジメント会社『スポーツビズ』に就職。アスリートのマネジメントなどに従事し、幅広く活躍中。

## 詳細情報

### 年度別打撃成績
| 年 度     | 球 団     | 試 合 | 打 席 | 打 数 | 得 点 | 安 打 | 二 塁 打 | 三 塁 打 | 本 塁 打 | 塁 打 | 打 点 | 盗 塁 | 盗 塁 死 | 犠 打 | 犠 飛 | 四 球 | 敬 遠 | 死 球 | 三 振 | 併 殺 打 | 打 率 | 出 塁 率 | 長 打 率 | O P S |
| --------- | --------- | ----- | ----- | ----- | ----- | ----- | -------- | -------- | -------- | ----- | ----- | ----- | -------- | ----- | ----- | ----- | ----- | ----- | ----- | -------- | ----- | -------- | -------- | ----- |
| 1995      | 近鉄      | 1     | 1     | 1     | 0     | 0     | 0        | 0        | 0        | 0     | 0     | 0     | 0        | 0     | 0     | 0     | 0     | 0     | 1     | 0        | .000  | .000     | .000     | .000  |
| 通算：1年 | 通算：1年 | 1     | 1     | 1     | 0     | 0     | 0        | 0        | 0        | 0     | 0     | 0     | 0        | 0     | 0     | 0     | 0     | 0     | 1     | 0        | .000  | .000     | .000     | .000  |

### 記録
- 初出場：1995年9月25日、対千葉ロッテマリーンズ25回戦（千葉マリンスタジアム）、9回表に大村直之の代打で出場

### 背番号
- 56 （1990年 - 1996年）